# Physaraia sulphurea
Physaraia sulphurea är en stekelart som först beskrevs av Szepligeti 1913.  Physaraia sulphurea ingår i släktet Physaraia och familjen bracksteklar. Inga underarter finns listade i Catalogue of Life.